# Festival international du film fantastique d'Avoriaz 1986
Le Festival international du film fantastique d'Avoriaz 1986 est le 14e Festival international du film fantastique d'Avoriaz.

## Jury
- Richard Lester (président)
- Dario Argento
- Luc Besson
- Claudia Cardinale
- Alain Decaux
- Yaguel Didier
- Pierre Granier-Deferre
- Marie Laforêt
- Thierry Lhermitte
- Michel Sardou
- Raf Vallone

## Sélection

### Compétition
- Contact mortel (Warning Sign) de Hal Barwood ( États-Unis)
- Le Dernier Survivant (The Quiet Earth) de Geoff Murphy ( Nouvelle-Zélande)
- Le Docteur et les Assassins (The Doctor and the Devils) de Freddie Francis ( Royaume-Uni /  États-Unis)
- Dream Lover de Alan J. Pakula ( États-Unis)
- Enemy (Enemy Mine) de Wolfgang Petersen ( États-Unis)
- House de Steve Miner ( États-Unis)
- Link de Richard Franklin ( Royaume-Uni)
- Nomads de John McTiernan ( États-Unis)
- Peur bleue (Silver Bullet) de Daniel Attias ( États-Unis)
- Le Record (Der Rekord) de Daniel Helfer ( Suisse /  Allemagne de l'Ouest)
- La Revanche de Freddy (A Nightmare on Elm Street part 2 : Freddy's Revenge) de Jack Sholder ( États-Unis)
- Le Secret de la pyramide (Young Sherlock Holmes) de Barry Levinson ( États-Unis)
- Vampire, vous avez dit vampire ? (Fright Night) de Tom Holland ( États-Unis)

### Section peur
- Agi- La Colère des dieux (Agi Kijin No Ikari) de Hikari Hayakawa ( Japon)
- Murder Rock (Murderock - Uccide a Passo di Danza) de Lucio Fulci ( Italie)
- Prière pour un tueur (Pray for Death) de Gordon Hessler ( États-Unis)
- Re-Animator de Stuart Gordon ( États-Unis)

### Hors compétition
- Highlander de Russell Mulcahy ( Royaume-Uni)
- Le Jour des morts-vivants (Day of the Dead) de George Romero ( États-Unis)
- Starship (Lorca and the Outlaws) de Roger Christian ( Australie /  Royaume-Uni)
- Mort sur le grill (Crimewave) de Sam Raimi ( États-Unis)

## Palmarès
- Grand prix : Dream Lover de Alan J. Pakula
- Prix spécial du jury : Link de Richard Franklin
- Prix Dario Argento : Vampire, vous avez dit vampire ? de Tom Holland
- Prix de la critique : House de Steve Miner
- Prix de la C.S.T. : Enemy (Enemy Mine) de Wolfgang Petersen
- Antenne d'or : Enemy (Enemy Mine) de Wolfgang Petersen
- Prix section peur : Murder Rock de Lucio Fulci
- Mention spéciale horreur : Re-Animator de Stuart Gordon